# Уилистън (язовир)
Язовирът „Уилистън“ (на английски: Williston Lake) е най-голямото езеро в провинция Британска Колумбия.
Площта му, заедно с островите в него, е 1761 км2, която му отрежда 25-о място сред езерата на Канада. Площта само на водното огледало без островите е 1750 км2. Надморската височина на водната повърхност е 671 м.
Язовирът се намира в централната част на провинция Британска Колумбия. Уилистън има дължина от север на юг 251 км, а максималната му ширина е 155 км. Обемът на водната маса е 70,3 км3. Средната му дълбочина 43,3 м, а максималната – 166 м.
За разлика от повечето канадски езера, които са със силно разчленена брегова линия, бреговете на Уилистън са сравнително слабо разчленени с обща дължина от 1770 км. Общата площ на островите в него е 11 км2. Язовирът се състои от три огромни ръкава, разположени лъчеобразно. На север е удавената долина (119 км) на река Финли, на юг – удавената долина (106 км) на река Парснип, а на изток – бившия каньон на река Пис с дължина от 150 км.
Площта на водосборния му басейн е 72 000 km2, като в язовира се вливат множество реки по-големи от които са Парснип, Финли, Оминека, Ингеника, Оспика, Менсън, Набеше. От най-източния ъгъл на язовира изтича река Пис, от басейна на Маккензи.
Бреговете на Уилистън по принцип са безлюдни и стръмни. Има само две селища – Ингеника Пойнт (на северозападното крайбрежие, 56°47′ с. ш. 124°53′ з. д. / 56.783333° с. ш. 124.883333° з. д.) и Маккензи (в най-южната част, 55°20′ с. ш. 123°06′ з. д. / 55.333333° с. ш. 123.1° з. д.). Част от бреговете на язовира попадат в четири провинциални парка: „Масковит Лейкс“, „Бътлър Ридж“, „Хайзер-Дейна Лейкс“ и „Ед Бърд-Естела“.
Строителството на голямата преградна стена „Бенет“ на 56°01′ с. ш. 122°12′ з. д. / 56.016667° с. ш. 122.2° з. д. е завършено през 1968 г. и същата година Уилистън е завирен. В основата на стената е построена ВЕЦ, една от най-големите в света с мощност от 2730 МВт.
Язовирът е наименуван в чест на Рей Гилис Уилистън (1914-2006) известен политически деятел на провинция Британска Колумбия по това време.